# Andreas Johannis Prytz
Andreas Johannis Prytz, född 1590 i Arboga, död 7 april 1655 i Norrköping, var en svensk professor, författare, hovpredikant och biskop.

## Biografi
Andreas Prytz var son till Johannes Prytz som var prost i Örebro. Enligt en förfaders gravsten hade släkten gift in sig med Laxmannätten, och i äldre matriklar över adeln uppgavs att Prytz ursprungligen varit en tysk adelsätt, som förlorat sina gods när de satte sig emot lutherdomens införande i Sverige. Faderns bröder adlades dock igen. Modern hette Margareta Pedersdotter och var kyrkoherdedotter. Modern avled när Andreas Prytz var barn, och fadern gifte om sig med Elisabeth Mattsdotter som var syster till den adlade Peder Stiernfeldt Grubbe. 
Prytz studerade i Söderköping och Linköping. Han blev vårterminen 1611 student vid Uppsala universitet och skrevs in i classis historica. Han orerade 1611 för Rudbeckius och 1614 i Söderköping. Prytz blev 1614 student vid Wittenbergs universitet och disputerades 1616 i Greifswalds universitet. Han avlade 15 juni 1619 magisterexamen vid Uppsala universitet och blev 20 februari 1621 professor i vältalighet vid universitet. Prytz blev 1623 rektor vid Katedralskolan, Linköping och blev 1628 hovpredikant. År 1629 blev han superintendent och kyrkoherde i Göteborgs stift, tillträdde 1631. Under den tiden var han riksdagsman vid riksdagen 1633, riksdagen 1634, riksdagen 1638, riksdagen 1642 och riksdagen 1643. Han fick 14 januari 1646 Halland under stiftet. Prytz blev 1645 biskop i Linköpings stift (han fick 51 röster, kyrkoherde Petrus Bjugg i Söderköping 40 röster och domprosten Magnus Haraldi Wallerstadius i Linköpings församling 19 röster), tillträdde 13 mars 1647. Under den tiden var han riksdagensman vid riksdagen 1647, riksdagen 1649, riksdagen 1650, riksdagen 1652 och riksdagen 1654. Han fick Vårdsbergs församling till prebende 7 april 1655. Prytz avled 1655 hos sin bror Claes Prytz i Norrköping och begravdes i koret i Linköpings domkyrka. Under åren 1639 -1646 ägde och bebodde han Blästad Gård.
Han studerade i tre år vid Uppsala universitet, under vilket han bodde i den lärde Johannes Rudbeckius hus och därmed hade ett gynnsamt tillfälle att utvidga sina kunskaper. 
Sedan besökte Prytz under ett par år tyska universitet, varunder han 1616 disputerade i Greifswald, och promoverades efter sin återkomst till Sverige 1619 till filosofie magister för en avhandling, Theses de qvæstione, utrum Muschovitæ sint Christiani?, för vilken Johannes Botvidi var preses. 
I den egenskapen invigde han Göteborgs domkyrka på Larsmäss 1633.
Som andlig talare ansågs han för en av de främsta under sin tid. Han vann även ett namn som dramatisk författare genom två av honom sammanskrivna religiöst-historiska skådespel: Olof skottkonung 1620 och En lustig Comoedia om konung Gustaff then första etc. 1622, vilka är präglade av hans tids föga utvecklade begrepp om dramatisk form, men likväl inte saknar förtjänster i formellt hänseende, i synnerhet det förstnämnda, under det att den senare äger särskilt intresse för de på dalmål skrivna folkscenerna.

### Familj
Prytz gifte sig den 14 oktober 1621 med styvmoderns brorsdotter Chatarina Stiernfelt (1606–1644). Hon var dotter till assessorn Peder Mattsson Stiernfelt och Anna Pedersdotter Skuthe. De fick tillsammans barnen: studenten Torbern Prytz i Göteborg, godsägaren Petrus Prytz (1633–1668) på Distorp i Rystads socken, Margareta Prytz (1636–1639) och Catharina Prytz (-1716) som var gift med hauptmannen Isak Enefelt på Vadstena slott.

## Bibliografi

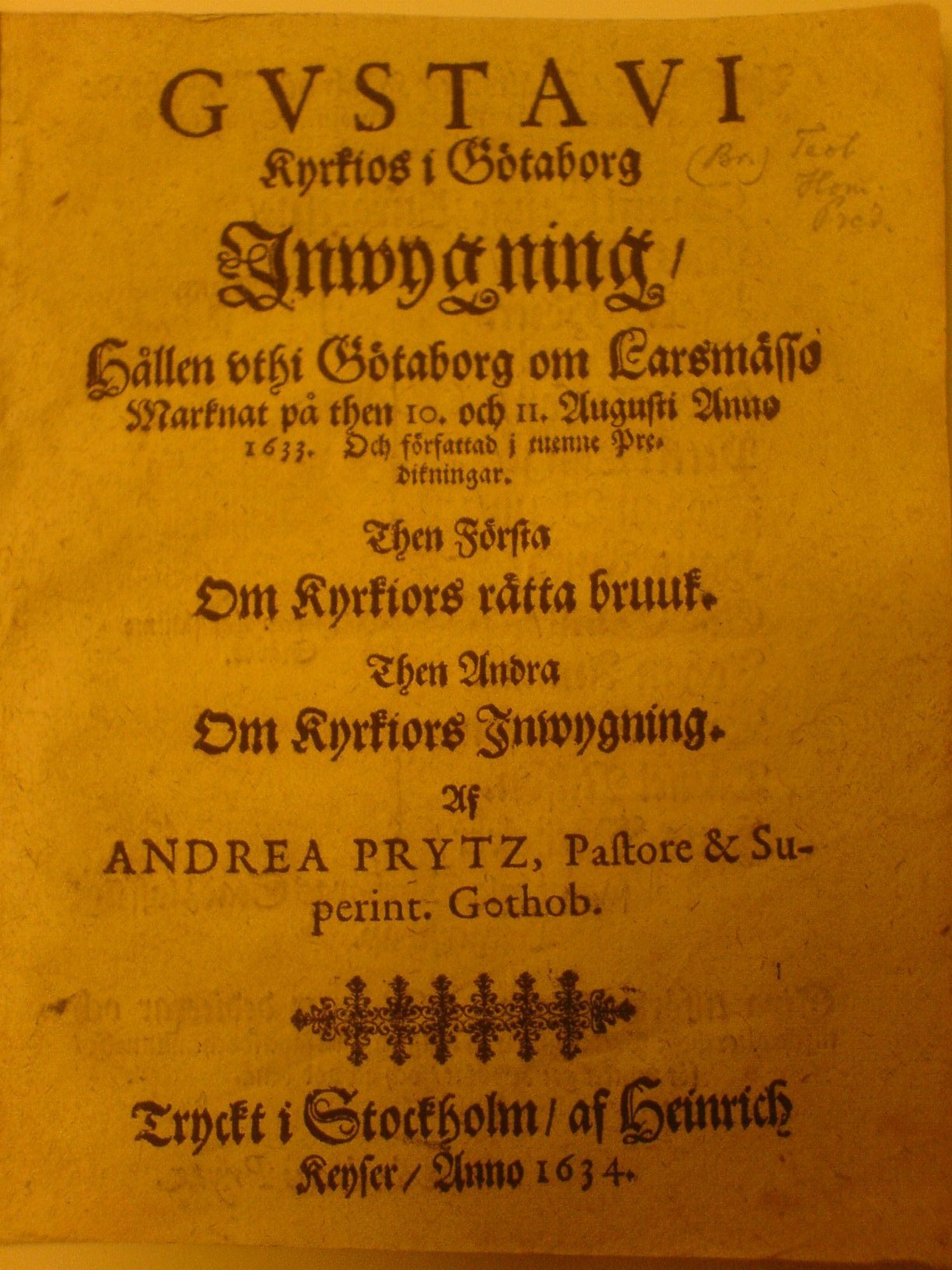
Omslag till Prytz predikningar vid invigningen av Gustavi kyrka 1633 (först på 1680-talet började ordet domkyrka att användas), utgivna av Heinrich Keyser, 1634. Finns på LUB.

### Likpredikningar
- Prytz, Andreas Johannis (1631). Een lijkpredikan, öffuer fordom ährligh, förståndigh och wälachtad, Hans Skriffuer, förnemligh borgare i Giötaborgh, hwilken ther i herranom affsompnade then 7. julij, och begroffz medh all tilbörligh procesz och ceremonier i Giötaborgz kyrckio, then 10 julij, anno 1631. Hållen aff Andrea Johannis Prytz .... Stockholm, tryckt hoos Chr. Reusner.. Libris 13584605

- Prytz, Andreas Johannis (1633). Een lijk-predikan, öffuer then wälborne fröken, nu mera hos Gudh salige och christelig i åminnelse, frök. Margareta Stenbock, boren fröken til Öresten och Cronobeck. Hållen vthi Torpa gårdz sochnekyrkia, Lengheem, then 13. januarij åhr 1633. När then salige frökens lekamen vthi een folkrijck församblingh, medh alla tilbörlige ceremonier, therneder sattes, i sina fäders graff, at hwila och förwänta medh alla Gudz barn, på domedag een frögdefull vpstondelse til itt ewigt lijff. Aff Andrea Johannis Prytz pastore & superint Gothob. Tryckt i Stockholm, hoos Chr. Reusner then äldre. Anno 1633.. Libris 3317529

- Prytz, Andreas Johannis (1641). Een lijkpredikan öfwer the ehreborne, gudhfruchtige och dygderijke jungfrw, nu mehra hoos Gudh salige jungfrw Ingredh Oloffs Dotter, hwilken vthaff een hefftig gångande brännesiuka, saligh i Herranom affsomnade vthi Götheborgh then 2 junij anno 1641. och begroffs then 6 junij medh christelig och tikbörligh process ther sammastedes, vthi S. Gustavi kyrkio. Hållen på samma hennes begraffningz dagh aff Andrea Johannis Prytz, pastore och superintendente Gothob.. Linköping, tryckt hoos Christopher Günter, anno 1641.. Libris 10568081

- Prytz, Andreas Johannis (1641). En lijk predikan, öfwer ... Brijta Andersdotter Bånge ... Jacob Lintzai, förnämbligh Kiöpmans och inwåners i Götheborgh, fordom elskelige käre Hustru. Hållen i Götheborgh vthi S. Gustavi Kyrkio, tå hennes salige lekamen ther begroffs och nedersattes til sit hwilorum then 1. novembris, anno 1640. aff Andrea Johan: Prytz ... Linköping, tryckt aff Christopher Gynter, anno 1641.. Libris 10176933

- Prytz, Andreas Johannis (1642). En lijkpredikan hållen vppå Rijszåsz skantz wid Götheborg then 8 Decembris, anno 1641. Tå then fordom ehreborna, gudfruchtiga och dygderijka hustrus och matronas h. Anna Jacobs dotters Wiborgh, hwilken ther vppå skantzen then 19 Novemb. til förenne i herranom saligen affsompnade, döde lekamen fördes ther ifrån medh tilbörlig process åt Wermelandh til at begrafwas i sin tilförne i lijffztijden bestälte graff. Aff Andrea Johannis Prytz .... Linköping, tryckt hoos Christopher Gynter, anno 1642.. Libris fr1nqt3jc14lps08

- Prytz, Andreas Johannis (1642). En lijkpredikan öfwer then fordom ehrlige, förståndige och wälachtade Daniel Nielson, rådman, förnämbligh köpman och borgare i Götheborg, och B. Gustavi kyrkios ther sammastedes föreståndare i många åhr. Hwilken i Herranom saligen affsomnade then 15 martij åhr 1642. Och begroffs ther effter then 20 martij vthi förb:de B. Gustavi kyrkia, med all tilbörlig process, vthi een folkrijk församblings närwarelse. Hållen aff Andrea Johannis Prytz pastore & superintendente Gothoburgensi.. Linköping, tryckt hoos Christopher Günter, anno M. DC. XLII.. Libris 11319738

- Prytz, Andreas Johannis (1645). En vthferdz predikan öfwer the ädle och wälb. h. Johan Hindrickson ... hwilken i Herranom saligen affsomnade i Göthebårg den 18 januarij vthi sit commendo om morgonen emellan 5 och 6. åhr 1644. Hållen ther sammestädes strax ther effter den 25 januarij tå then s. herrens lijk sedan fördes medh tilbörligh process och ceremonier til lefwene, ther han i lijffztijden hade bestelt sin graff at förwaras til sin begraffning. Aff Andrea Johannis Prytz ... Linköping, tryckt hoos Christopher Günter, åhr 1645.. Libris 10459507

- Prytz, Andreas Johannis (1646). En lijkpredikan öfwer then ehreborne, gudfruchtige och dygderijke matrona, nu meera hoos Gudh salige, h. Johanna Kenerdt, ehrligh, förståndigh och wälachtad, Hans Spaldingz rådherres, och förnembligh kiöpmans och inwånares i Göteborgh fordom älskelige käre hustru, hållen vthi Götenborg vthi Gustavi kyrkio på the 16 söndagh effter Trinitatis, tå hennes s. lekamen ther begroffs och nedersattes til sitt hwijlorum medh tilbörligh ähra och process anno 1646. aff Andrea Johannis Prytz pastore och superintendente ther sammastädes.. Linköping, tryckt hoos Christopher Günter, anno M. DC. XLVI.. Libris t4v7hshkrw214hr0

- Prytz, Andreas Johannis (1646). Een Lijkpredikan Öfwer then Ehreborne, Gudfruchtige och Dygderijke Matrona, nu mehra hoos Gudh salige, och i Christeligh åminnelse H. Mätta Bertilzdotter, Ehrligh, Förståndigh och Wälachtadh Jöran Hendrichsons förnämbligh Köpmans och Borgares i Göteborgh, fordom elskelige kära Hustru: Hållen vthi Götheborgh, vthi S. Gustavi Kyrkio, tå hennes saliga Lekamen ther begroffs och nedersattes til sitt Hwijlorum den 3. Junij Anno 1645. Aff Andrea Johannis Prytz Pastore & Superintendente ther sammestädes. Linköping, tryckt hoos Christopher Günter, anno 1646.. Libris 10459706

- Prytz, Andreas Johannis (1647). En lijkpredikan öfwer fordom wyrdigh och höglärd, m. Henricum Sotherum, s. s. theologiæ lectorem vthi Götaborgs gymnasio, hwilken i herranom saligan affsomnade den 2. febr. anno 1645. och begroffs ther effter den 5 febr. vthi S. Gustavi kyrkio, med tilbörligh ähra och process hållen ther sammestädes aff Andrea Johannis Prytz .... Tryckt i Linköping hoos Christopher Günter, anno M. DC. XLVII.. Libris w73n6203td3r4tnr

- Prytz, Andreas Johannis (1647). En lijkpredikan, öfwer fordom myndigh och höglörd M. Henricum Sotherum...uti Göthaborgs gymnasio, hwilken i herranom saligan affsomnade den 2. Febr. Anno 1645... Tryckt i Linköping hoos Christopher Günter, Anno 1647. Libris 14608279

- Prytz, Andreas Johannis (1647). Een lijkpredikan öfwer ... Hans Machliers, förnämligh kiöpmans och rådherres i Götheborgh, älskelige käre dotter, j. Annika Machliers, hwilken i Herranom saligen affsomnade then 19 junij anno 1646. Och begroffs strax ther effter[!] vthi S. Gustavi kyrckio i Götheborg then 25. junij. Hållen aff Andrea Johannis Prytz, ... Tryckt i Linköping hoos Christopher Günter, anno 1647.. Libris 10459605

- Prytz, Andreas Johannis (1648). Een Lijkpredikan, Öfwer then fordom Ehreborne, Gudfruchtige och Dygderijka Matrona H. Brita Andersdotter, Then Wyrdige och Wällärde Her Martini Andreæ Kalff, Kyrckioheerdes i Swennliunga, fordom älskelige k. Hustru, nu meera hoos Gudh salige. Hwilken begroffs i Swennliunga then 10 Söndagh effter Trinitatis, vthi een Folkrijkz församblingz närwarelse Anno 1647. Hållen ther sammestädes aff Andrea Johannis Prytz Biskop i Linköping. Tryckt i Linköping hoos Christopher Günter, Anno M. DC. XLVIII.. Libris 11941617

- Prytz, Andreas Johannis (1648). Een lijkpredikan hållen vthöfwer then fordom hederlige, gudfruchtige och dygderijke matrona, h. Agneta Gudmundz dotter, then wyrdige och höglärde mans m. Nicolai Juringii, här til kyrkioherdes och prosts i Egby, men nu wälförordnat kyrkioherdes til Jönköpingz stad, elskelige käre hustru, hwilken i herranom saligen affsompnade i Egby prästegårdh then 16. Junij anno 1648. och begroffs ther effter vthi en folkrijk församblingz närwarelse i Egby kyrkia, then 15 Julij aff Andrea Johannis Prytz ... Tryckt i Linköping hoos Christopher Günter.. Libris 20066707

- Prytz, Andreas Johannis (1649). En lijkpredikan öfwer then wälborne jungfrw, jungfrw Wendela Skytte, boren frijherre dotter til Duderoff, &c. hwilken i herranom saligen affsompnade vthi Linköping den 15 octob. anno 1648. vthi begynnelsen på sit ottonde åhrs inträdande. Och bleff i Linköpingz domkyrkio medh tillbörligh process begrafwen den 4 januarii anno 1649. Hållen ther sammestäden på samma dagh aff Andrea Johannis Prytz .... Linköping, tryckt hoos Christopher Günter, anno 1649.. Libris w7399dhftxvgljzl

- Prytz, Andreas Johannis (1650). En christeligh lijkpredikan hållen öfwer then fordom ehreborne, gudfruchtige och dygderijka matrona H. Catharina Hansdotter, then wyrdige och höglärde mans M. Bergeri Becandri, kyrkioherdes och prosts vthi Asby försambling älskelige käre hustru, hwilken i Herranom saligen affsompnade i Asby prästegård den 22. februarij anno 1650. Och begroffs ther effter vthi en folkerijk församblings narwarelse vthi Asby kyrkio den 7. aprilis. Aff Andrea Johannis Prytz, episcopo Lincopensi. Linköping, tryckt hoos Christopher Gynter, anno M. DC. L.. Libris 22503476

- Prytz, Andreas Johannis (1651). Een christeligh lijkpredikan, öfwer then fordom, ehrewyrdige och höghlärde herren ... Nicolaum Eschilli, superintendentem och pastorem calmariensem, som begroffz vthi Callmara stadzkyrkia medh tilbörligh solennitet, vthi een folkerijk församblingz närwaro then 5 maij anno 1650. Stält aff Andrea Johannis Prytz ... Linköping, tryckt hoos Christopher Günter, anno M DC. LI.. Libris 19784794

- Prytz, Andreas Johannis; Laurino Laurentio (1651). Christeligh lijkpredikan öfwer ... Elizabeth Hans dotter, ährewördige och höglärde herrens m. Laurentii Laurini ... elskelige käre, nu mera hoos Gudh salige, hustru. Hållen i Häredzhammars kyrkio, tå hennes s. lekamen medh tilbörlige ceremonier nedsattes i sitt hwilorum then 8. augusti anno 1651. Aff Andrea Johannis Prytz ... Linköping, tryckt hoos Christopher Günter, anno 1651.. Libris 10459738

- Prytz, Andreas Johannis (1652). En lijkpredikan öfwer then fordom ehreborne ... Margareta Jons Dotter ... Samuelis Enandri ...elskelige käre hustru, hwilken vthi herranom saligen affsompnade den 6 decemb. anno 1651. i Calmara, och begroffs ther sammastädes den 8 feb. 1652. vthi stadzkyrkian ... hållen aff Andrea Johannis Prytz .... Linköping, tryckt hoos Christopher Günter, åhr 1652.. Libris cm585mk29rwlbh3c

- Prytz, Andreas Johannis (1653). En lijkpredikan öfwer ... Beata Oxenstiärna, ... Tå hennes wälborenheetz salige lekamen begroffs och nedersattes wid hennes wälborenheetz salige herres och mans, och barns sijdo, vthi then graff, som theras wälb. i theras lijffztijdh sigh vthwalt och bestält hafwa i Linköping domkyrkia, medh stoor tilbörlig solennitet, then 12 sept. 1652. hållen aff Andrea Johannis Prytz ... Linköping, tryckt hoos Christopher Günter, anno 1653.. Libris 10459670

- Prytz, Andreas Johannis (1653). Een christeligh lijkpredikan öfwer hennes konungzlige majestets, wår aldranådigste drotnings troo man och wälförordnade öfwerste leutenant, öfwer itt regemente smålands fålks infanterij ... Carl Gyllenstiärna, frijherre til Lundholmen, herre til Fuglewijk och Jutela. Hollen vthi S. Johannis kyrkio i Norköping tå then salige herrens lijk ther nedersattes och begroffs, vthi een folkerijk aff adelige och allehanda ståndz personers närwarelse, den 15 junij anno 1651. Hollen aff Andrea Johannis Prytz ... Tryckt i Linköping hoos Christopher Günter, anno 1653.. Libris 10405237

- Prytz, Andreas Johannis (1654). En christeligh predikan, som vthi S. Johannis kyrckio i Norköpings stad, vthi fursteliga, adeliga, och allahanda ståndz personers anseenliga och folckrijka försambling, åhr effter Christi börd 1654. then 23. Aprilis, när then hög-edle och wälborne herre Otto Schulman, herre til Tommal ... öfwerste, och öfwer-commendant i För-Pomeren och Strålsund, nw mehra saligh hoos Gudh, ther sammastädes hederligen begroffz, bleff hållen aff Andrea Johannis Prytz .... Tryckt i Linköping aff Daniel Kämpe, åhr 1654.. Libris 6jc8x0wz48j97s4b